# Puabi
Puabi (en accadi significaria 'Paraula del meu pare'), en sumeri Šubad, va ser una personalitat destacada de la ciutat estat d'Ur a la meitat del tercer mil·lenni aC. Generalment, se la considera reina, però el seu estatus és disputat. Alguns segells cilíndrics de la seva tomba li donen el títol de "nin", una paraula sumèria que vol dir reina o sacerdotessa. Puabi és un nom accadi semític i tenia una alta posició en un lloc de Sumer, cosa que indica un alt grau d'intercanvi cultural.

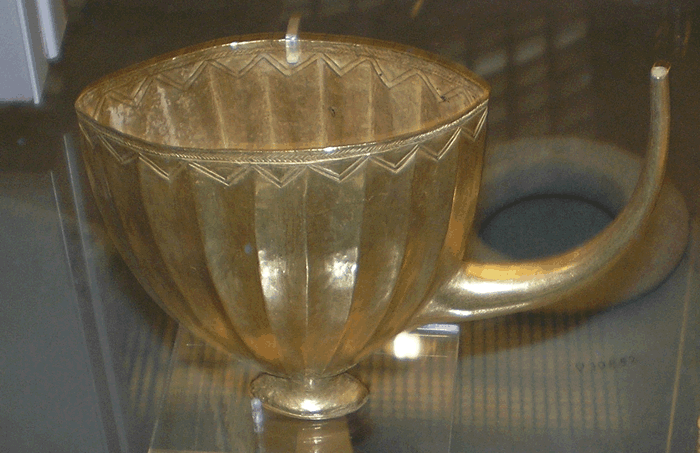
Copa d'or a la tomba de Puabi

L'arqueòleg Leonard Woolley va trobar la seva tomba l'any 1922, al cementiri reial d'Ur i el seu equip la va excavar fins al 1934. Era única entre totes les tombes, no sols per la gran quantitat d'artefactes d'enterrament ben conservats sinó perquè no s'havia tocat en 4.500 anys. L'havien enterrat amb cinc soldats i tretze dames d'espera (suposadament, servidores que s'havien enverinat elles mateixes o a mans d'altres), que havien de servir la seva mestressa al següent món. Hi havia gran nombre de deïtats al seu voltant, vestimentes, anells, fulles daurades, làmines, una lira d'Ur, objectes d'or, lapislàtzuli, cilindres de gra, un carro adornat amb caps de lleons de plata i altres nombrosos objectes petits d'or, plata i altres materials. Els objectes es van repartir entre el Museu Britànic, el Museu de Pennsilvània a Filadèlfia i el Museu Nacional a Bagdad. El 2003, moltes peces van saquejades del Museu de Bagdad aprofitant la conquesta americana.